# Ivica Hiršl
Ivica Hiršl (nadimkom Ivina; Koprivnica, 1905. – Jadovno, 1941.), hrvatski komunist i gradonačelnik Koprivnice.

## Životopis
Ivica-Ivina Hiršl se rodio u židovskoj obitelji koprivničkoga gostioničara i trgovca. U rodnom je gradu završio pučku školu i gimnaziju (1923.). Diplomirao je francuski jezik. Bio je članom Hrvatske seljačke stranke i simpatizerom Komunističke partije Jugoslavije, a za vrijeme dvogodišnjega boravka u Parizu postao je i članom Komunističke partije Francuske.
Svoju komunističku djelatnost organizirao je u okviru francuskoga kruga (Cercle française) gdje su se okupljali koprivnički intelektualci radi učenja francuskoga jezika, a zapravo da bi preko kruga razvijali političku i kulturno-umjetničku djelatnost u gradu.
Hiršl je tijekom rada u rodnome gradu djelovao i kao glumac u kazališnoj sekciji francuskoga kruga, istaknuo se kao pjesnik na kajkavštini (pjesme su mu nažalost izgubljene), te je napisao jezikoslovnu studiju Utjecaj francuskoga jezika na podravsku kajkavštinu.
Nakon čistke na koprivničkoj gimnaziji, ostao je bez posla, te je neko vrijeme radio u Slavonskome Brodu, a na izričito traženje Mihovila Pavleka Miškine i drugih naprednih Koprivničana, Hiršl se 1939. vraća u Koprivnicu, postaje povjerenikom gradske uprave (gradonačelnikom), te nastavlja svoju antihitlerovsku i komunističku djelatnost. U lokalnome tisku pisao je rubrike »Priča se i piše« i »Politički kutić«, te s J. Paprikom rubrike »Ivina z vugla« i »Ivina z drugoga vugla« u kojima su ismijavali ondašnju vlast.
Ivica Hiršl se volio po domaći nazivati Ivina bio je i članom Hrvatskoga planinarskog društva, Podružnice »Bilo« iz Koprivnice, te kako navode njegovi prijatelji posebno je volio i poznavao Bilogoru. Pred rat je premješten (po kazni) u Vinkovce, a 1941. godine je među prvima u Koprivnici uhićen, te je bio otpremljen u Koncentracijski logor Jadovno gdje je iste godine ubijen.
U njegovu čast, na prijedlog Vladimira Blaškovića, na Dan Republike 1975. godine, koprivnički su planinari imenovali najviši vrh Bilogore Rajčevicu po Ivici-Ivini Hiršlu – Ivinin vrh.